# Гвераци (Пиза)
Гвераци је насеље у Италији у округу Пиза, региону Тоскана.
Према процени из 2011. у насељу је живело 95 становника. Насеље се налази на надморској висини од 10 м.